# 宝兴杜鹃
宝兴杜鹃（学名：Rhododendron moupinense）为杜鹃花科杜鹃花属下的一个种。

## 扩展阅读
維基物種上的相關：宝兴杜鹃